# Tetrastigma taeniatum
Tetrastigma taeniatum är en vinväxtart som beskrevs av Chao Luang Li. Tetrastigma taeniatum ingår i släktet Tetrastigma och familjen vinväxter. Inga underarter finns listade i Catalogue of Life.